# Stereophyllum guineense
Stereophyllum guineense är en bladmossart som beskrevs av Brotherus och Jean Édouard Gabriel Narcisse Paris 1903. Stereophyllum guineense ingår i släktet Stereophyllum och familjen Stereophyllaceae. Inga underarter finns listade i Catalogue of Life.